# John Davidson (attore 1941)
John Hamilton Davidson (Pittsburgh, 13 dicembre 1941) è un attore, cantante e showman statunitense.

## Biografia
Negli anni '60 e '70, Davidson è stato un artista musicale di successo. Ha registrato in tutto dodici album, cinque dei quali hanno raggiunto le classifiche relative di Billboard 200. Il suo singolo più fortunato è stato Everytime I Sing a Love Song, pubblicato nel 1976 e issatosi sino alla settima posizione. Davidson si è spesso cimentato nell'interpretazione di cover.
Come attore cinematografico è apparso in ruoli di rilievo nei film Airport '80 ed Edward mani di forbice.
Negli USA è noto anche per le sue conduzioni tv, in particolare di game show dove ha anche eseguito i suoi pezzi musicali.

## Vita privata
Benché figlio di due ministri battisti, Davidson si considera ateo. Si è sposato due volte e ha tre figli.

## Filmografia parziale
- Il più felice dei miliardari (The Happiest Millionaire), regia di Norman Tokar (1967)
- Una pazza banda di famiglia (The One and Only, Genuine, Original Family Band), regia di Michael O'Herlihy (1968)
- Airport '80 (The Concorde ... Airport '79), regia di David Lowell Rich (1979)
- La scatola misteriosa (The Squeeze), regia di Roger Young (1987)
- Edward mani di forbice (Edward Scissorhands), regia di Tim Burton (1990)

### Televisione
- Le strade di San Francisco (The Streets of San Francisco - serie TV, episodio 3x04 (1974)